# 나고야 공업대학
나고야 공업대학(일본어: 名古屋工業大学,Nagoya Institute of Technology)은
일본의 국립 대학이다. 대학 본부는 아이치현 나고야시 쇼와구(昭和區)에 있다.

## 연혁
나고야 공업대학은 1949년에 나고야 공업 전문학교(名古屋工業專門學校)와 아이치 현립 공업 전문학교(愛知縣立工業專門學校)를 통합해 설립되었다.

### 나고야 공업 전문학교
- 1905년 3월 관립(국립) 나고야 고등 공업학교(名古屋高等工業學校) 설립.
- 1905년 9월 현 고키소(御器所) 캠퍼스에서 개교 (학과: 토목과, 기계과, 건축과, 기직과, 색염과).
- 1929년 전기과를 설치.
- 1939년 항공공학과를 설치.
- 1941년 색염화학과(구 색염과)를 공업화학과로 개명.
- 1942년 제2부(야간부) 설치.
- 1944년 4월 나고야 공업 전문학교로 개칭.
- 1945년 3월 전쟁으로 인해 교사를 소실.
- 1945년 4월 요업과를 설치.
- 1945년 12월 항공기과를 제2류 기계과로 개편.
- 1949년 5월 나고야 공업대학으로 통합됨.

### 아이치 현립 공업 전문학교
- 1943년 2월 아이치 현립 고등 공업학교(愛知縣立高等工業學校) 설립.
  - 가설 교사에서 개교. 학과: 기계과, 전기과.
- 1944년 4월 금속공업과를 설치.
- 1944년 6월 아이치 현립 공업 전문학교로 개칭.
- 1946년 3월 토목과를 설치.
- 1946년 4월 나고야 시 지쿠사 구(千種區)로 이전.
- 1949년 5월 나고야 공업대학으로 통합됨 (지쿠사 분교).

### 나고야 공업대학
- 1949년 나고야 공업대학 발족.
- 1958년 금속공학과가 지쿠사 분교에서 본부 캠퍼스로 이전.
- 1959년 공학부 제2부(야간부) 설치.
- 1964년 대학원 설치.
- 1968년 지쿠사 분교 폐교.

## 캠퍼스
- 고키소(御器所) 캠퍼스: 대학 본부 캠퍼스.
- 아이치현 나고야시 쇼와 구(昭和區) 고키소 초(御器所町).

## 조직

### 학부
- 공학부 (제1부. 4년제)
  - 생명/물질공학과
  - 환경재료공학과
  - 기계공학과
  - 전기전자공학과
  - 정보공학과
  - 건축/디자인 공학과
  - 도시사회공학과

- 공학부 (제2부(야간부). 5년제)
  - 물질공학과
  - 기계공학과
  - 전기정보공학과
  - 사회개발공학과

### 대학원
- 공학 연구과 (석사/박사 과정)

### 부속기관
- 도서관
- 품질혁신 테크노 센터 (일본어: ものづくりテクノセンター, Quality Innovation Techno-Center)
- 공학교육 종합 센터
- 국제교류 센터
- 정보기반 센터

## 주요 동문
- 이훈우: 1911년 나고야 고등 공업학교 건축과 졸업